# Volodymyr Brazjko
Volodymyr Volodymyrovytsj Brazjko (Oekraïens: Володимир Володимирович Бражко; Zaporizja, 23 januari 2002) is een Oekraïens voetballer die doorgaans speelt als middenvelder. In juli 2023 debuteerde hij voor Dynamo Kiev. Brazjko maakte in 2024 zijn debuut in het Oekraïens voetbalelftal.

## Clubcarrière
Brazjko spelde in de jeugd van Metaloerh Zaporizja, voor hij in 2016 opgenomen werd in de opleiding van Dynamo Kiev. Voor hij zijn debuut kon maken voor Dynamo huurde Zorja Loehansk de middenvelder in juli 2022 voor een seizoen. Bij die club maakte hij ook zijn professionele debuut. Op 23 augustus 2022 werd in eigen huis met 2–1 gewonnen van Vorskla Poltava en Brazjko mocht vijf minuten voor het einde van de reguliere speeltijd invallen. Tijdens de derde speelronde kwam hij voor het eerst tot scoren, nota bene tegen Dynamo Kiev. Mede dankzij zijn doelpunt wist Zorja Loehansk deze wedstrijd met 3–2 te winnen. Uiteindelijk miste Brazjko tijdens zijn verhuurperiode slechts één wedstrijd (door een schorsing) en wist hij zeven keer tot scoren te komen in de competitie.
Hij keerde hierop aan het einde van het seizoen terug bij Dynamo Kiev. Bij die club kreeg hij direct meer speeltijd en was hij overwegend basisspeler. Met een achterstand van twee punten op Sjachtar Donetsk liep Dynamo de titel mis en de club moest het doen met de tweede plek. Het contract van Brazjko werd in februari 2025 opengebroken en verlengd tot medio 2029. Dynamo Kiev kroonde zich wel tot landskampioen in het seizoen 2024/25, waarmee Brazjko zijn eerste prijs pakte als profvoetballer.

## Clubstatistieken
| Seizoen | Club             | Competitie   | Competitie | Competitie | Beker | Beker | Internationaal | Internationaal | Totaal | Totaal |
| Seizoen | Club             | Competitie   | Wed.       | Dlp.       | Wed.  | Dlp.  | Wed.           | Dlp.           | Wed.   | Dlp.   |
| ------- | ---------------- | ------------ | ---------- | ---------- | ----- | ----- | -------------- | -------------- | ------ | ------ |
| 2021/22 | Dynamo Kiev      | Premjer Liha | 0          | 0          | 0     | 0     | 0              | 0              | 0      | 0      |
| 2022/23 | → Zorja Loehansk | Premjer Liha | 29         | 7          | 0     | 0     | —              | —              | 29     | 7      |
| 2023/24 | Dynamo Kiev      | Premjer Liha | 26         | 6          | 1     | 0     | 3              | 0              | 30     | 6      |
| 2024/25 | Dynamo Kiev      | Premjer Liha | 22         | 3          | 4     | 1     | 11             | 1              | 37     | 5      |
| Totaal  | Totaal           | Totaal       | 77         | 16         | 5     | 1     | 14             | 1              | 96     | 18     |

Bijgewerkt op 11 juni 2025.

## Interlandcarrière
Brazjko maakte zijn debuut in het Oekraïens voetbalelftal op 21 maart 2024, toen in de halve finale van de play-offs voor kwalificatie voor het EK 2024 gespeeld werd tegen Bosnië en Herzegovina. Door een eigen doelpun van Mykola Matvijenko kwam dat land op voorsprong, maar Roman Jaremtsjoek en Artem Dovbyk zorgden voor een Oekraïense zege: 1–2. Brazjko mocht van bondscoach Serhij Rebrov in de basisopstelling beginnen en hij werd negen minuten voor het einde van de officiële speeltijd gewisseld ten faveure van Jaremtsjoek. De andere Oekraïense debutanten dit duel waren Oleksi Hoetsoeljak (Dnipro-1) en Maksym Talovjerov (LASK).
In mei 2024 werd Brazjko door bondscoach Rebrov opgenomen in de selectie van Oekraïne voor het EK in Duitsland. Oekraïne werd in de groepsfase uitgeschakeld na een nederlaag tegen Roemenië (3–0), een overwinning op Slowakije (1–2) en een gelijkspel tegen België (0–0). Brazjko kwam op het EK in al deze duels in actie. Zijn toenmalige clubgenoten Heorhij Boesjtsjan, Andrij Jarmolenko, Mykola Sjaparenko, Oleksandr Tymtsjyk en Vladyslav Vanat (allen eveneens Oekraïne) waren ook actief op het toernooi.
| Interlands van Volodymyr Brazjko voor Oekraïne | Interlands van Volodymyr Brazjko voor Oekraïne | Interlands van Volodymyr Brazjko voor Oekraïne | Interlands van Volodymyr Brazjko voor Oekraïne | Interlands van Volodymyr Brazjko voor Oekraïne | Interlands van Volodymyr Brazjko voor Oekraïne |
| №                                              | Datum                                          | Wedstrijd                                      | Uitslag                                        | Competitie                                     | Goals                                          |
| Als speler bij Dynamo Kiev                     | Als speler bij Dynamo Kiev                     | Als speler bij Dynamo Kiev                     | Als speler bij Dynamo Kiev                     | Als speler bij Dynamo Kiev                     | Als speler bij Dynamo Kiev                     |
| ---------------------------------------------- | ---------------------------------------------- | ---------------------------------------------- | ---------------------------------------------- | ---------------------------------------------- | ---------------------------------------------- |
| 1                                              | 21 maart 2024                                  | Bosnië en Herzegovina – Oekraïne               | 1 – 2                                          | EK 2024 kwalificatie                           |                                                |
| 2                                              | 26 maart 2024                                  | Oekraïne – IJsland                             | 2 – 1                                          | EK 2024 kwalificatie                           |                                                |
| 3                                              | 3 juni 2024                                    | Duitsland – Oekraïne                           | 0 – 0                                          | Vriendschappelijk                              |                                                |
| 4                                              | 11 juni 2024                                   | Moldavië – Oekraïne                            | 0 – 4                                          | Vriendschappelijk                              |                                                |
| 5                                              | 17 juni 2024                                   | Roemenië – Oekraïne                            | 3 – 0                                          | EK 2024                                        |                                                |
| 6                                              | 21 juni 2024                                   | Slowakije – Oekraïne                           | 1 – 2                                          | EK 2024                                        |                                                |
| 7                                              | 26 juni 2024                                   | Oekraïne – België                              | 0 – 0                                          | EK 2024                                        |                                                |
| 8                                              | 7 september 2024                               | Oekraïne – Albanië                             | 1 – 2                                          | Nations League 2024/25                         |                                                |
| 9                                              | 16 november 2024                               | Georgië – Oekraïne                             | 1 – 1                                          | Nations League 2024/25                         |                                                |

Bijgewerkt op 11 juni 2025.

## Erelijst
| Premjer Liha | 1 | 2024/25 |